# Fujiwara Iwaichi

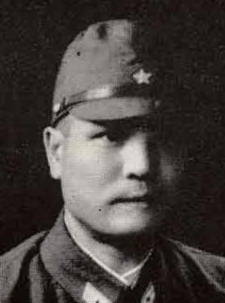
General Fujiwara Iwaichi

Fujiwara Iwaichi (jap. 藤原岩市; * 1. März 1908 in der Präfektur Hyōgo; † 24. Februar 1986) war ein General der Kaiserlich Japanischen Armee und ein Generalleutnant der japanischen Bodenselbstverteidigungsstreitkräfte.

## Leben
Der 1908 in der Präfektur Hyōgo geborene Fujiwara schloss 1931 die Kaiserlich Japanische Heeresakademie ab und wurde anschließend dem 37. Infanterieregiment zugewiesen. Nach einem Auslandsaufenthalt in Tianjin ging er zur Kaiserlich Japanischen Heereshochschule, welche er 1938 abschloss. Nach seinem Abschluss wurde er zur 21. Armee versetzt.
1939 wurde er dem japanischen Militärnachrichtendienst Kempeitai zugewiesen und diente in dessen Zweigstelle beim Kaiserlichen Heeresgeneralstab. Dort war er an den Planungen für die japanische Invasion Südostasiens beteiligt. 1941 reiste er nach Bangkok, wo er den Posten als Stabschef der Südarmee übernahm. Noch im selben Jahr gründete er die Fujiwara Kikan, eine Sondereinheit, deren Aufgabe die Unterstützung der Unabhängigkeitsbewegungen in Britisch-Indien, Britisch-Malaya und Niederländisch-Indien war. Die Einheit spielte unter anderem eine wichtige Rolle beim Aufbau der Indian National Army. 1943 wurde sie administrativ der 15. Armee unterstellt.
Fujiwara wurde im Vorfeld der japanischen Invasion Sumatras und des restlichen Niederländisch-Indien damit beauftragt, einen Kontakt zur Unabhängigkeitsbewegung in Aceh im Norden Sumatras herzustellen. Diese war für ihren lang anhaltenden Widerstand gegen die niederländischen Kolonialherren bekannt. Einer der ersten Kontakte Fujiwaras war dabei der streng religiöse Lehrer Sahid Abu Bakar aus Kedah. Dieser half ihm, indem er eine kleine Geheimdiensteinheit aus Einheimischen für Fujiwara rekrutierte, welche neben der Informationsbeschaffung auch projapanische Propaganda verbreitete. Außerdem brachte er die Japaner in Kontakt mit der nationalistisch-islamistischen PUSA, die man zu einer offenen Rebellion zu überreden versuchte. Einheiten der PUSA und der Fujiwara Kikan eroberten in der Nacht vom 10. auf den 11. März 1942 im Zuge der japanischen Invasion die Provinzhauptstadt Banda Aceh. Die am nächsten morgen landende japanische Division der Kaiserlichen Garde fand daher zu ihrer Überraschung eine schon in japanischer Hand befindliche Stadt vor.
Später diente Fujiwara als Geheimdienstoffizier im Stab der 15. Armee in Burma. Dort verbrachte er die meiste Zeit im Norden des Landes und half bei der Planung der Operation U-gō, der geplanten Invasion Britisch-Indiens. Nach dem Scheitern der Operation wurde Fujiwara, wie der Großteil des Stabes der Armee, strafversetzt und er wurde nach Japan zurückgerufen. Dort unterrichtete er für einige Monate an der Heeresstabshochschule, bevor er im April 1945 wieder ein Feldkommando übernahm. Jedoch blieb er nur kurz Stabschef der 2. Armee und wurde bereits im Juni 1945 nach Singapur verlegt, um dort Stabschef der 57. Armee zu werden. Diesen Posten behielt er bis zur Kapitulation Japans inne.
Nach dem Krieg schaffte Fujiwara es als einer der wenigen Offiziere der Kaiserlich Japanischen Armee, wieder in den Militärdienst einzutreten und in den neu gegründeten japanischen Bodenselbstverteidigungsstreitkräften zu dienen. Er befehligte dort von 1956 bis zu seiner Pensionierung 1964 die 1. Division und stieg bis zum Generalleutnant auf.
Während seines Ruhestands schrieb er das Buch F. Kikan: Japanische Armeegeheimdienstoperationen in Südostasion während des Zweiten Weltkriegs, in welchem er sich selbst als „Lawrence von Arabien von Südostasien“ darstellte.